# Caupolicana smithiana
Caupolicana smithiana är en biart som beskrevs av Heinrich Friese 1908. Caupolicana smithiana ingår i släktet Caupolicana och familjen korttungebin. Inga underarter finns listade.